# Savran, Skvîra
Savran (în ucraineană Саврань) este un sat în comuna Samhorodok din raionul Skvîra, regiunea Kiev, Ucraina.

## Demografie
Componența lingvistică a localității Savran
     Ucraineană (100%)
Conform recensământului din 2001, toată populația localității Savran era vorbitoare de ucraineană (100%).